# 飢えと豊かさと道徳
『飢えと豊かさと道徳』（うえとゆたかさとどうとく、Famine, Affluence, and Morality）は、ピーター・シンガーが1971年に著し、1972年に『Philosophy & Public Affairs』で発表したエッセイ。裕福な人々は一般に西洋文化で考えられているよりはるかに多い財産を人道支援に寄付する倫理的義務があると主張する。シンガーの主張はバングラデシュの事例に限らずあらゆる状況に適用できるものであるが、バングラデシュ独立戦争の移民が飢餓で苦しんでいる状況に触発されて書かれたものであり、当時の状況が例として言及されている。西洋の倫理思想の例として広く認められている。

## 概要
このエッセイの中核をなす主張の一つは、飢饉救済の事業に寄付するなど、自分自身や他人の幸福度を劇的に低下させることなく自分の財産を使って苦しみを減らすことができるのであれば、そうしないことは倫理的に間違っているというものである。シンガーは「溺れる子供」の議論を提示する。シンガーによると、もし子供が浅い池で溺れていて、誰かがその子供を助けることができるのに行動しないのは明らかに倫理的に間違っているし、援助が必要な人と助けることができる人が地理的に離れていたとしてもその人の倫理的義務が減ることはない。

私が助けられる相手が、10メートル離れた近所の子供であろうと、1万マイル離れたところにいる名前も知らないベンガル人であろうと、道徳的な違いはない。（中略）倫理的な観点からは、自分たちの社会の利益を超えたところに目を向けることが求められる。以前は、（中略）これはほとんど実現不可能だったかもしれないが、今ではかなり実現可能である。倫理的観点からは、我々の社会の外にいる何百万人もの人々の飢餓を防ぐことは、少なくともわれわれの社会の財産規範を守ることと同じくらい重要なことであると考えなければならない。

シンガーは、富裕層が一貫してこのことを認識せず、大量の余剰財産を持ちながらその財産を発展途上国の人道的支援の事業に充てていない現状は許容できないとする。
シンガーの主張の要点は次のようなものである。
- 「食料や住居がなく、医療を受けられないことによる苦しみや死は悪いことである」[4]。
- 「もし悪いことが起こるのを防ぐ能力があり、同等に倫理的に重要なものを犠牲にせずにそれを行うことができるのであれば、それを行う倫理的義務がある」[4]。
- 「私が助けることができる人が、私から10メートル離れた隣人の子供であろうと、1万マイル離れた名前の知らないベンガル人であろうと、倫理的な違いはない」[4]。
- 「この原則は、私が行動を起こすことができる唯一の人間であっても、私が同じ立場にある数百万人のうちの一人に過ぎない場合であっても、違いはない」[5]。

## 批評
哲学者のギルバート・ハーマンは、『飢えと豊かさと道徳』を倫理学における最も有名な論文であると評した。哲学者のジェームズ・レイチェルズは、本エッセイについて「主張について知的な関心を引き立てられるが、飢餓救済のためにもっと多くの財産を寄付しなかったことについて罪悪感にかられる」と述べた。哲学者のウィリアム・マカスキルは彼が学部生であったころにセミナーでこのエッセイを知り影響を受け、のちに効果的利他主義運動の創始者となった。
シンガーのエッセイはピーター・アンガーの1996年の著書『Living High and Letting Die』にも影響を与えた。「溺れる子供」の類推は、シンガーのエッセイに影響を受けた者を含むさまざまな利他主義者の生活を記録したラリッサ・マクファーカーの著書『Strangers Drowning』のタイトルに影響を与えた。
シンガーのエッセイに対する最も多い批判は「要求の厳しさに対する異論」（demandingness objection）と呼ばれる議論である。シンガーのエッセイの「supposed obligation」はJohn Kekesとジョン・アーサーによって批判された。常識的な倫理観から「多くの寄付をしなければならない」という結論に直行するシンガーの論理進行にも論争がある。